# Ouara
Ouara (of Wara) is een voormalige stad, gelegen dicht bij Abéché, de hoofdstad van de regio Ouaddaï in Oost-Tsjaad.

## Geschiedenis
De voormalige stad was tussen 1635 en 1870 de hoofdstad van het Arabisch-Sudanese Sultanaat Ouaddaï, welke nu gelegen is in de huidige regio Ouaddaï. Ouara ligt 60 kilometer ten noordoosten van de stad Abéché.
Het is verlaten sinds de waterputten er uitdroogden in de 19de eeuw.
Ouara is gelegen tussen heuvels. Het verwoeste paleis, de moskee en de stadsmuur zijn nog steeds aanwezig. Deze ruïnes werden op 21 juli 2005 toegevoegd aan de voorlopige lijst van werelderfgoed van Unesco.

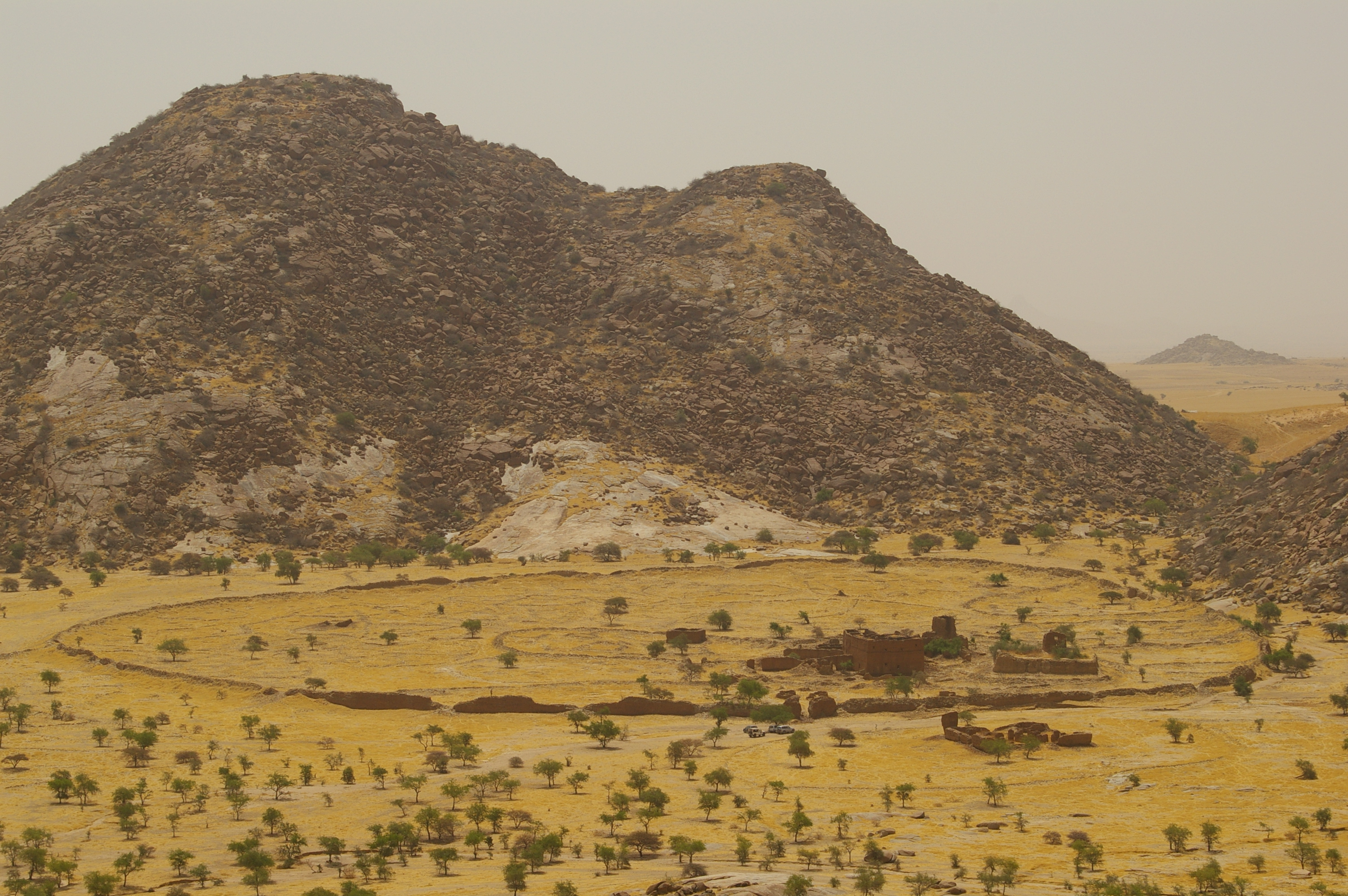
De ruïnes van Ouara

## Referentie
1. ↑  Les ruines d'Ouara - UNESCO World Heritage Centre